# 常総大橋

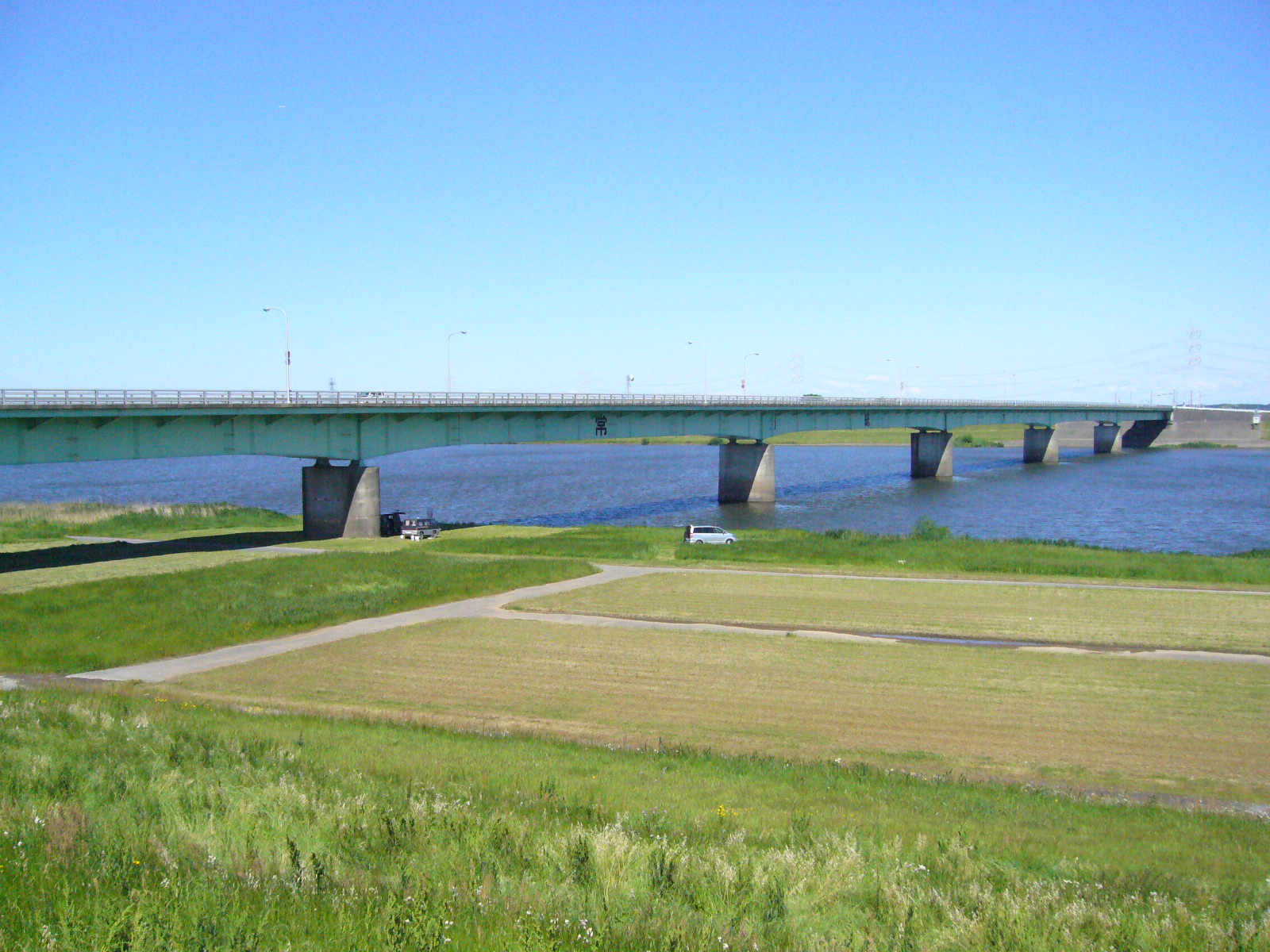
常総大橋

常総大橋（じょうそうおおはし）は、茨城県道・千葉県道103号江戸崎下総線の利根川に架かる橋である。

## 概要
茨城県稲敷郡河内町金江津と千葉県成田市高岡とを結ぶ橋長518.2 m、幅員11.0 mの鋼桁橋で、当時26億8000万円の工費をかけて完成し、1979年（昭和54年）2月13日に開通した。橋の名はかつての常陸国と下総国を結ぶことから命名された。施工は日本鋼管。開通以来、常総大橋の管理は茨城県知事が行っている。
常総大橋が開通する以前は、渡し船（高岡の渡し）での往来が主な手段であり、その後、1967年（昭和42年）12月20日に、茨城県稲敷郡河内村（当時）金江津と千葉県香取郡下総町（当時）猿山とを結ぶ常総船橋が架けられた。常総船橋は、鉄で出来た船20隻の上に木の板を渡した全長263 mのその名の通り「船橋」で有り、歩行者を除く自転車・自動車・バス（バスは渡れたか不明）は有料橋であった。しかし、利根川の増水期の6月からの4ヵ月は板が外され、渡し船に頼る従来の状態となっていた。その為、地域住民からは永久橋を望む声が高まり、1972年（昭和47年）からの7年の工期を掛け、1979年、常総大橋が開通した。

## 隣の橋
- 利根川

（上流） - 若草大橋 - 長豊橋 - 常総大橋 - 新利根川橋（圏央道） - 神崎大橋 - （下流）